# Their Greatest Hits (1971–1975)
Their Greatest Hits (1971–1975) är ett samlingsalbum med den amerikanska rockgruppen Eagles. Det släpptes i februari 1976 och sammanfattar deras fyra första album Eagles, Desperado, On the Border och One of These Nights. 
Det domineras av låtar skrivna av Don Henley och Glenn Frey, till skillnad från de ursprungliga albumen där låtskrivaransvaret är mer jämlikt fördelat mellan medlemmarna. Henley och Frey hade vid det här laget börjat framstå alltmer som gruppens ledare.
Albumet var en stor hit och är ett av de bäst säljande någonsin. I USA har det sålt i över 29 miljoner exemplar, vilket gör det till det mest sålda där. 
Den stora framgången kan i efterhand tyckas vara lite förvånande, då albumet inte innehåller några låtar från deras annars kanske mest populära album, Hotel California, som släpptes senare samma år.

## Låtlista

### Sid 1
1. "Take It Easy" (Jackson Browne, Glenn Frey) – 3:29
2. "Witchy Woman" (Don Henley, Bernie Leadon) – 4:10
3. "Lyin' Eyes" (Don Henley, Glenn Frey) – 6:21
4. "Already Gone" (Jack Tempchin, Robb Strandlund) – 4:13
5. "Desperado" (Don Henley, Glenn Frey) – 3:33

### Sid 2
1. "One of These Nights" (Don Henley, Glenn Frey) – 4:51
2. "Tequila Sunrise" (Don Henley, Glenn Frey) – 2:42
3. "Take It to the Limit" (Randy Meisner, Don Henley, Glenn Frey) – 4:48
4. "Peaceful Easy Feeling" (Jack Tempchin) – 4:16
5. "Best of My Love" (Don Henley, Glenn Frey, J.D. Souther) – 4:35

## Medverkande
- Glenn Frey — sång, gitarr, piano
- Bernie Leadon — guitars, banjo, pedal steel guitar, mandolin, bakgrundssång
- Randy Meisner — sång, basgitarr
- Don Henley — sång, trummor
- Don Felder — gitarr, bakgrundssång

## Listplaceringar
| Lista (1976)   | Position              |
| -------------- | --------------------- |
| Australien     | 2 (Kent Music Report) |
| Finland        | 24                    |
| Kanada         | 1 (RPM)               |
| Norge          | 8 (VG-lista)          |
| Nya Zeeland    | 2                     |
| Storbritannien | 2 (UK Albums Chart)   |
| Sverige        | 31 (Topplistan)       |
| USA            | 1 (Billboard 200)     |